# Hoogstraten
Hoogstraten là một đô thị ở tỉnh Antwerp. Đô thị này gồm thành phố Hoogstraten và các thị xã Meer, Meerle, Meersel-Dreef, Minderhout và Wortel, (Meersel-Dreef gồm điểm cực bắc ở Bỉ) Tại thời điểm ngày 1 tháng 1 năm 2006, Hoogstraten có dân số 18,582 người. Tổng diện tích là 105,32 km² với mật độ dân số là 176 người trên mỗi km².